# William Gillock
William Gillock (La Russell, 1º luglio 1917 – Dallas, 7 settembre 1993) è stato un compositore e musicista statunitense.

## Biografia
Ha frequentato il Methodist College, a Fayette, Missouri, dove si è diplomato sia in piano che composizione con N. Louise Wright, che fin da principio riconobbe in lui spiccate doti musicali. La didattica è l'ambito a cui ha dedicato buona parte delle sue opere, soprattutto quella rivolta a bambini ed adolescenti.
Per vent'anni ha vissuto a New Orleans dove divenne anche animatore musicale nell'organizzazione di eventi, abbinando l'insegnamento privato e workshops con insegnanti. La seconda parte della sua vita la passò a Dallas. Gillock fu insignito per cinque volte dalla National Federation of Music Clubs con l'Award of Merit for Service to American Music e la sua biografia appare sull'International Who's Who of Musician. Da suoi contemporanei è stato definito "The Schubert of children's composers".
La sua musica ha molti cultori in Germania e Giappone.
Morì a Dallas a settembre 1993 dopo una lunga malattia.

## Opere (parziale)

### Didattica
- Now I Can Play Book 1
- Now I Can Play Book 2
- Now I Can Play Book 3

- Piano All the Way 1A
- Piano All the Way 1B
- Piano All the Way 2
- Piano All the Way 3
- Piano All the Way 4

- Technic All the Way 1A
- Technic All the Way 1B
- Technic All the Way 2A
- Technic All the Way 2B

- Theory All the Way
- Theory All the Way 1B
- Theory All the Way 2A
- Theory All the Way 2B

### Brani brillanti e adattamenti pianistici
- Adagio Esotico
- Aeolian Harp
- Arabesque Sentimentale
- Ariel (a forest sprite)
- At the Ballet
- Autumn Is Here
- A Time for Us
- A Woodland Legend
- Bagdad
- Barcarolle
- Bells of Notre Dame
- Ben
- Blue Mood
- Blues Motif
- By a Sylvan Lake
- Cabaret
- Capriccieto
- Carnival in Rio
- Carnival in Rio (second part)
- Castanets
- Choral Prelude
- Classic Carnival
- Clowns
- Come Saturday Morning
- Command Performance
- Cossack Dance
- Cuckoo's Call
- Dancing in a Dream
- Dancing on the Levee
- Day by Day
- Deserted Planatation
- Drifting Cowboy
- Electronic Computer
- Elfin Pranks
- Entertainer
- Etude in A Major
- Etude in E Minor
- Etude in G Major (Tobaggan Ride)
- Festive Dance
- Festive Piece
- Fiesta
- Fifers
- Flamenco
- Flute Song and Dance
- Fog at Sea
- Fountain in the Rain
- French Doll
- Fur Elise
- Georgia on My Mind
- German Dance Op
- Glass Slipper
- Goldfish
- Happiness
- Happy Holiday
- Harlequin
- Haunted Tree
- Holiday in Paris Schirmer
- Horseback Ride
- In Old Vienna
- Journey in the Night
- The Juggler
- Last Spring
- Lazy Bayou
- Little Suite in Baroque Style
- Little Suite in C
- Love Story
- Madrigal Singers
- Maple Leaf Rag
- March of the Tin Soldiers
- March (from the Nutcracker
- Memory of Vienna
- Mirage
- Misty
- Moonlight
- Music Box Waltz
- My Toy Duck
- Mission Bells
- My Wild Irish Rose
- Night Serenade
- Nocturne
- Old Plantation
- Polynesian Nocturne
- Portrait of Paris
- Prelude
- Promenade
- Prowling Pussycat
- Rondo in Classic Style
- Royal Hunt
- Sarabande
- Seven Dwarfs
- Sleigh bells in the Snow
- Sevilla
- Sing We Noel
- Sonatina in C
- Sonatina in Classic Style
- Sonatina in G
- Sonatine
- Song from M*A*S*H
- Spanish Roses
- Stately Procession
- Sunrise Sunset
- Sunset
- Tarantella
- Three Jazz Preludes
- Toyland
- Two Indian Dances
- Valse Etude
- Valse Triste
- Viennese Rondo
- Viennese Rondo (secondo)
- Village Dance
- Yo Yo Tricks
- You Are So Beautiful
- You Light Up My Life
- You're a Good Man Charlie Brown

### Raccolte per piano solo
- Lyric Preludes in Romantic Style: 24 Short Piano Pieces in All Keys
- New Orleans Jazz Styles
- More New Orleans Jazz Styles
- Still More New Orleans Jazz Styles
- New Orleans Jazz Styles 3 books & CD pack
- New Orleans Jazz Styles, More NO. Jazz Styles, Still More N.O Jazz Styles CD
- New Orleans Jazz Styles, More N.O. Jazz Styles, Still More N.O Jazz Styles MIDI
- Seven Pieces in Seven Keys
- Solo Repertoire Book 1
- Solo Repertoire Book 2
- Solo Repertoire Book 3
- Solo Repertoire Book 4
- Young Pianist's First Big Note Solos
- Young Pianist's First Hymnal
- Young Pianist's First Christmas

### Composizioni per duetti al piano
- Boogie Prelude
- Dance of the Sugarplum Fairy
- Espana Cani
- Fiesta Mariachi
- Jesu, Joy of Man's Desiring
- Jazz Prelude
- Liebesfreud
- March of the Three Kings
- March of the Toys
- Playing in the Park
- Sidewalk Cafe
- Trepak from Nutcracker Suite
- Viennese Rondo (secondo to solo)

### Composizioni per terzetti al piano (a 6 mani)
- Little Sparrow
- Oriental Bazaar

### Composizioni per 2 pianoforti
- On a Paris Boulevard
- Portrait of Paris (2nd piano part)

### Composizioni per 2 pianoforti (a 8 mani)
- Champagne Toccata